# 黄鞠 (隋朝)
黃鞠（?—?），号玄甫，原籍河南固始县。隋朝治水專家。
黃隆之第十子。官至谏议大夫。613年，天下大亂，辭官入閩，在霍童村定居。为黄姓迁居霍童始祖。黃鞠為了從十五里外的堵坪湖引水灌溉，沿途開凿隧道，即今蝙蝠隧洞，把霍童溪水引进堵坪湖来灌溉农田，灌溉受益面积达数百顷。